# Hydroporus pilosus
Hydroporus pilosus är en skalbaggsart som först beskrevs av Guignot 1949.  Hydroporus pilosus ingår i släktet Hydroporus och familjen dykare. IUCN kategoriserar arten globalt som starkt hotad. Inga underarter finns listade i Catalogue of Life.